# ذى عراجي (إب)

تعديل مصدري - تعديل

ذى عراجي محلة تابعة لقرية علياب، التابعة لعزلة بني مدسم بمديرية إب إحدى مديريات محافظة إب في الجمهورية اليمنية.، بلغ تعداد سكانها 141 حسب تعداد اليمن لعام 2004.